# Ford City (Pennsylvanie)
Pour les articles homonymes, voir Ford City (homonymie).
Ford City est un borough situé dans le comté d'Armstrong, en Pennsylvanie, aux États-Unis,. En 2010, il comptait une population de 2 991 habitants. Il est incorporé en septembre 1889.

## Démographie
Lors du recensement de 2010, le borough comptait une population de 2 991 habitants. Elle est estimée, le 1er juillet 2019, à 2 826 habitants.

### Source de la traduction
- (en) Cet article est partiellement ou en totalité issu de l’article de Wikipédia en anglais intitulé « Ford City, Pennsylvania » (voir la liste des auteurs).